# Брак по залёту
Брак «по залёту» — это вид брака по принуждению в случае незапланированной беременности. Некоторые религии и культуры видят моральный императив в данном случае жениться на основании того, что внебрачные половые связи являются греховными.
Фраза «брак по залёту» является разговорным выражением, созвучным выражению «брак по расчёту», аналогом американской фразы «браком под дулом дробовика» (англ. shotgun marriage), гиперболически описывающей сценарий, в котором отец беременной девушки прибегает к применению силы (угрожая дробовиком, например) для того, чтобы заставить парня, ставшего причиной беременности девушки, пройти через это, даже иногда проводя до алтаря парня во избежание его побега.
Применение силы для насильственного получения согласия жениться в США не является больше законным, хотя в анекдотах и прочем фольклоре встречаются записи подобных примеров запугивания в XVIII и XIX вв. Целью подобного брака является взятие ответственности за ребёнка его отцом как гарантия того, что ребёнок будет воспитываться обоими родителями и что у матери будет материальная поддержка. В некоторых случаях главной целью является восстановление чести матери в глазах общества.
Браки по залету становятся менее позорными, ассоциирующимися с внебрачным рождением ребёнка, поскольку количество таких браков растет, с одной стороны, а с другой стороны растущие возможности предохранения и абортов уменьшают необходимость в предоставлении матерям-одиночкам выдавать пособия.
В Японии термин «брак по залету»  (яп. 出来ちゃった結婚 дэкитятта кэккон) возник в поздние 1990-е, хотя не несет в себе подобной этимологии с английской фразой «брак под дулом дробовика», скорее «Ой, оказывается, залетела». Намиэ Амуро, считается, положила начало тенденции жениться и иметь детей в молодом возрасте (19-20 лет). Данная практика широко освещалась и распространялась в поздние 1990-е и в первом десятилетии XXI в. Среди знаменитостей с браками по залету есть Нодзоми Цудзи и Анна Цутия. Более того, имеется тенденция браков по залету среди старшего поколения по разным причинам, включая недостаток стимула и социально-экономические факторы. Такими примерами могут служить Лия Дизон и Мияви.
В Китае термин 奉子成婚 (Пиньинь: Fèngzǐchénghūn (буквально «Сосватанный ребёнком») означает рождение ребёнка вне брака. Хотя тенденция таких браков растет, к ним относятся с порицанием и критикой.